# هگه فروست
هگه فروست (انگلیسی: Hege Frøseth؛ زادهٔ ۲۰ دسامبر ۱۹۶۹) بازیکن هندبال اهل نروژ است.